# Christian Mina
Christian Mina (Cali, Valle del Cauca, Colombia; 14 de abril de 1997) es un futbolista colombiano. Juega de mediocampista y actualmente es agente libre.

## Selección nacional
Es convocado por la Selección Colombiana sub-20 para disputar el Campeonato Sudamericano Sub-20 en Ecuador.

### Participaciones en juveniles
| Competición                            | Sede         | Resultado  | Part. | Goles |
| -------------------------------------- | ------------ | ---------- | ----- | ----- |
| Campeonato Sudamericano Sub-20 de 2017 | Ecuador      | Fase final | 3     | 0     |
| Juegos Centroamericanos y del Caribe   | Barranquilla | Campeón    | 5     | 1     |

## Clubes
| Club                  | País     | Año         |
| --------------------- | -------- | ----------- |
| Universitario Popayán | Colombia | 2014 - 2015 |
| Deportes Quindío      | Colombia | 2015 - 2018 |
| Cúcuta Deportivo      | Colombia | 2019 - 2020 |
| Deportes Quindío      | Colombia | 2021 - 2024 |

## Palmarés

### Juegos Centroamericanos y del Caribe
| Título           | Club                         | País     | Año  |
| ---------------- | ---------------------------- | -------- | ---- |
| Fútbol masculino | Selección de Colombia sub-21 | Colombia | 2018 |